# 轟天號
轟天號（日文：轟天号）是1963年東寶電影公司製作的電影《海底軍艦》中登場的虛構戰艦。

## 概要
在電影中，轟天號是國際聯合宇宙局這一虛構組織為了保護地球製造的戰艦，能在大氣圈內和宇宙中飛行，時速可達18萬公里。裝載雷射光及炸彈等武器，艦首有個巨大的電鑽。轟天號源自《海底軍艦》，在原作的日本小說《海島冐險奇譚 海底軍艦》沒有提及，其造型由小松崎茂設計。轟天號在《惑星大戰爭》和《哥斯拉 最後戰役》中亦有出現。

## 登場作品

### 電影
1. 《海底軍艦》（1963年）
2. 《惑星大戰爭》（1977年）
3. 《哥斯拉 最後戰役》（2004年）
4. 《超星艦隊セイザーX 戦え!星の戦士たち》（2005年）

### 動畫
1. 《新海底軍艦》（1995年）